# Internazionali di Tennis di Baviera 2022
Gli Internazionali di Tennis di Baviera 2022, anche conosciuti come BMW Open by FWU per motivi di sponsorizzazione, sono stati un torneo di tennis giocato sulla terra rossa. È stata la 106ª edizione del torneo, facente parte dell'ATP Tour 250 nell'ambito dell'ATP Tour 2022. Il torneo si è giocato al MTTC Iphitos di Monaco di Baviera, in Germania, dal 25 aprile al 1º maggio 2022.

## Partecipanti

### Teste di serie
| Nazionalità | Giocatore               | Ranking* | Testa di serie |
| ----------- | ----------------------- | -------- | -------------- |
| Germania    | Alexander Zverev        | 3        | 1              |
| Norvegia    | Casper Ruud             | 7        | 2              |
| Stati Uniti | Reilly Opelka           | 17       | 3              |
| Georgia     | Nikoloz Basilašvili     | 20       | 4              |
| Cile        | Cristian Garín          | 31       | 5              |
| Regno Unito | Daniel Evans            | 36       | 6              |
| Serbia      | Miomir Kecmanović       | 38       | 7              |
| Paesi Bassi | Botic van de Zandschulp | 41       | 8              |

* Ranking al 18 aprile 2022.

### Altri partecipanti
I seguenti giocatori hanno ricevuto una wild card per il tabellone principale:
- Philipp Kohlschreiber
- Max Hans Rehberg
- Holger Rune

I seguenti giocatori sono passati dalle qualificazioni:

- Jahor Herasimaŭ
- Jiří Lehečka
- Yoshihito Nishioka
- Marko Topo

I seguenti giocatori sono entrati in tabellone come lucky loser:
- Norbert Gombos
- Alejandro Tabilo

### Ritiri
Prima del torneo
- Aleksandr Bublik → sostituito da  Maxime Cressy
- Márton Fucsovics → sostituito da  Norbert Gombos
- Tallon Griekspoor → sostituito da  John Millman
- Filip Krajinović → sostituito da  Alejandro Tabilo
- Jan-Lennard Struff → sostituito da  Emil Ruusuvuori

## Partecipanti al doppio

### Teste di serie
| Nazione   | Giocatore      | Nazione     | Giocatore        | Ranking* | Testa di serie |
| --------- | -------------- | ----------- | ---------------- | -------- | -------------- |
| Croazia   | Nikola Mektić  | Croazia     | Mate Pavić       | 11       | 1              |
| Australia | John Peers     | Slovacchia  | Filip Polášek    | 24       | 2              |
| Germania  | Kevin Krawietz | Germania    | Andreas Mies     | 54       | 3              |
| India     | Rohan Bopanna  | Paesi Bassi | Matwé Middelkoop | 59       | 4              |

* Ranking al 18 aprile 2022.

### Altri partecipanti
Le seguenti coppie hanno ricevuto una wildcard per il tabellone principale:
- Yannick Hanfmann /  Daniel Masur
- Philipp Kohlschreiber /  Max Hans Rehberg

Le seguenti coppie sono entrate in tabellone come alternate:
- Victor Vlad Cornea /  Petros Tsitsipas
- Philip Florig /  Maximilian Homberg

La seguente coppia di giocatori è entrata in tabellone usando il ranking protetto:
- Julio Peralta /  Franko Škugor

### Ritiri
Prima del torneo
- Aleksandr Bublik /  Il'ja Ivaška → sostituiti da  Lloyd Glasspool /  Harri Heliövaara
- Juan Sebastián Cabal /  Robert Farah → sostituiti da  Daniel Altmaier /  Oscar Otte
- Márton Fucsovics /  Mackenzie McDonald → sostituiti da  Victor Vlad Cornea /  Petros Tsitsipas
- Sander Gillé /  Joran Vliegen → sostituiti da  Philip Florig /  Maximilan Homberg
- Roman Jebavý /  Alex Molčan → sostituiti da  Roman Jebavý /  Andrés Molteni
- Alex de Minaur /  David Vega Hernández → sostituiti da  Rafael Matos /  David Vega Hernández
- Tim Pütz /  Michael Venus → sostituiti da  Ivan Sabanov /  Matej Sabanov

## Punti e montepremi
| Torneo          | V   | F   | SF | QF | 2T   | 1T | Q    | Q2   | Q1   |
| Singolare       | 250 | 150 | 90 | 45 | 20   | 0  | 12   | 6    | 0    |
| Premi in denaro | €   | €   | €  | €  | €    | €  | N.D. | €    | €    |
| Doppio          | 250 | 150 | 90 | 45 | N.D. | 0  | N.D. | N.D. | N.D. |
| Premi in denaro | €   | €   | €  | €  | N.D. | €  | N.D. | N.D. | N.D. |

## Campioni

### Singolare
Holger Rune ha sconfitto in finale  Botic van de Zandschulp con il punteggio di 3-4, rit.
- È il primo titolo in carriera per Rune.

### Doppio
Kevin Krawietz /  Andreas Mies hanno battuto in finale  Rafael Matos /  David Vega Hernández con il punteggio di 4-6, 6-4, [10-7].